# Альмагро (Буэнос-Айрес)
Альмагро (исп. Barrio Almagro) — один из районов Буэнос-Айреса. Расположен в коммуне № 5, которая находится между улицами Авенида Рио-де-Жанейро, Авенида Ривадавия, Авенида Ла-Плата, Авенида Индепенденсия, Санчес де-Лория, Санчес де Бустаманте, Авенида Диас Велес, Галло, Авенида Кордоба, Авенида государство Израиль и Авенида Анхель Гальярдо. Граничит с районами Вилья Креспо, Палермо и Реколета, к северо-востоку расположен район Бальванера, Сан-Кристобаль на востоке, Боэдо на юге и на западе Кабальито.

## География
Альмагро граничит с улицами Авенида Рио-де-Жанейро, Авенида Ривадавия, Авенида Ла-Плата, Авенида Индепенденсия, Санчес де-Лория, Санчес де Бустаманте, Авенида Диас Велес, Галло, Авенида Кордоба, Авенида государство Израиль и Авенида Анхель Гальярдо. Район граничит с районами Вилья Креспо, Палермо и Реколета к северо-востоку расположен район Бальванера, Сан-Кристобаль на востоке, Боэдо на юге и на западе Кабальито.
Площадь Альмагро около 4,1 км², население около 128 206 жителей по переписи 2001 года, плотность населения является 31 270 чел/км².

## История
Есть расхождения между различными историками о происхождении района. В то время как некоторые утверждают, что название района произошло от земли, принадлежащей Торибио Альмагро, другие считают, что земля принадлежала Альмагро и Хуану Мария-де-ла-Торре. Последнее утверждение является наиболее распространенным и это общепринятая версия, которая утверждает, что купил у них виллу в 1839 году Карлос Сантос Dos Валенте.
Район ожил с приходом Западной железной дороги(Ferrocarril Domingo Faustino Sarmiento) в 1857 году и строительства станции Альмагро, которая действовала до конца 1880 года. Станция была расположена на улице Франциско де Фигероа Акуна, просущестовавшая до 1903 года.
Через район проходил маршрут старого трамвая, который пролегал в этом месте в конце девятнадцатого века и в начале XX века.
- Tramway Central имел своё депо на проспекте Авенида Ривадавия между улицами Агуэро и Санчес де Бустаманте. Трамвай шел на рынок 11 сентября, где он в настоящее время находится площадь Плаза Мизерере. Эта компания была приобретена в 1890 году компанией Anglo Argentina.
- Tramway Argentino принадлежал аргентинцу Mariano Billinghurst и депо располагалось на проспекте Авенида Ривадавия у Марио Браво. Трамвай ходил по району Реколета до Colegio Mariano Moreno. Эта компания также была куплена компанией Anglo Argentina в 1876 году.
- Tramway 11 de Septiembre шёл к рынку Mercado 11 de Septiembre и имел своё депо на улице Уркиса. Трамвай имел только один маршрут, который служил для путешествия туда и обратно. Он принадлежал братьям Мендес, и в 1873 году был куплен Compañía de Tramways Ciudad de Buenos Aires, а в 1905 году куплен компанией Anglo Argentina.
- Compañía de Tramways Nacionales имела своё депо на улице Морено, с 24 сентября на Санчеса де-Лория. Он был приобретен в 1878 году компанией Anglo Argentina.
- 19 июля 1887 был открыт tranvías fúnebres. Депо располагалось между проспектом Авенида Корриентес и улицей Jean Jaurés, маршрут проходил от угла улиц Авенида Корриентес и Авенида Медрано, до кладбища Ла-Чакарита.
- Также ходил трамвай от улиц Авенида Медрано и Авенида Корриентес, он принадлежал братьям Лакрозе и отправлялся до Plaza Italia, в районы Вилья-Уркиса и Сааведра.

## Достопримечательности

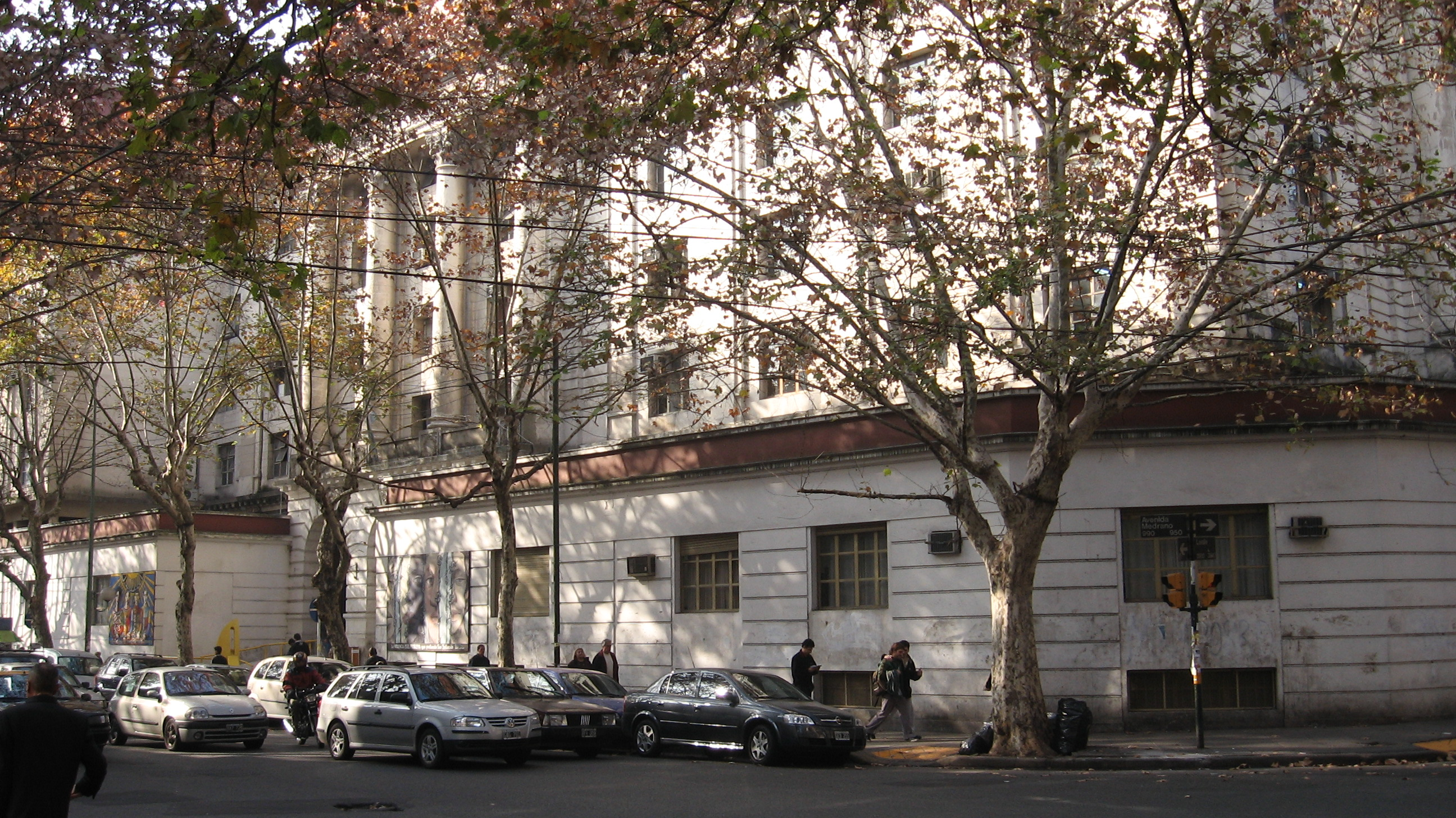
Национальный технологический университет, кампус.

- Basílica de María Auxiliadora y San Carlos: Построенная в 1910 году, эта базилика является символом района Альмагро. К этому храму приходили известные деятели, как Карлос Гардель и Зеферин Намункура, и имела крестным отцом президента Аргентины Хулио Рока.
- Templo de Jesús Sacramentado: располагается по адресу Авенида Корриентес 4400, северная сторона, между улиц Pringles и Yatay. Его строительство было предложено Madre María Benita и работа была выполнена под руководством архитекторов Merry, Raynes и Sackmann. Была открыта в мае 1904 года, её внешняя часть выполнена в готическом стиле, в то время как интерьер отвечает стилю итальянского Возрождения. Здание 34 м длиной и шириной 14 м; две большие боковые часовни, 14 м на 10 метровые четырёх других меньших по размеру. Орган стоящий в храме, выполнен из дуба, заказан на немецком завода Вальтер в Lundinburg.
- Capilla San Antonio: расположена на улице calle México, благодаря одному из её священников 1 апреля 1908 года был основан клуб Сан-Лоренсо де Альмагро, один из большой пятерки аргентинского футбола.

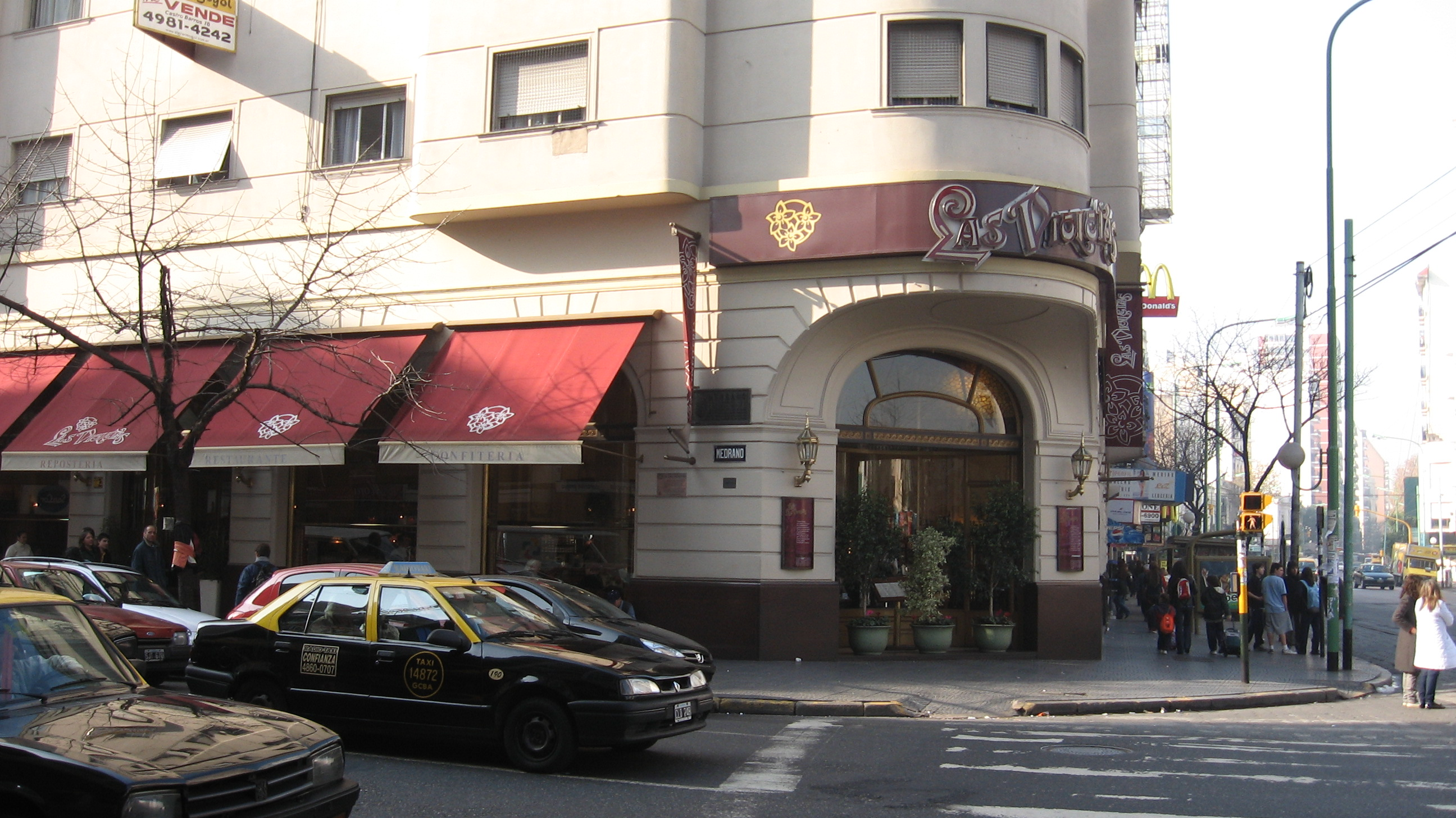
Кафе Фиалки (Las Violetas).

- Кафе Фиалки (Confitería Las Violetas): Расположено на углу Авенида Ривадавия и Авенида Медрано и открыто в 1884 году, является символом Буэнос-Айреса.
- Здание Аргентинской Федерации бокса: Расположено на Кастро Баррос 75/83, где находится с 1937 года.
- Клуб Альмагро: Клуб находится в первом дивизионе аргентинского футбола, его штаб-квартирой на Авенида Медрано 522.
- Almagro Boxing Club: Расположен на улице Диас Велес 4422, там занимались Луис Анхель Фирпо и Антонио Паченца, получивший серебряную медаль Олимпийских игр 1952 года.
- Plaza Almagro, ограничена улицами Bulnes, Jerónimo Salguero, Sarmiento и Juan Domingo Perón. Это только общественное место района. Площадь была перестроена во время правления Хорхе Телерман.

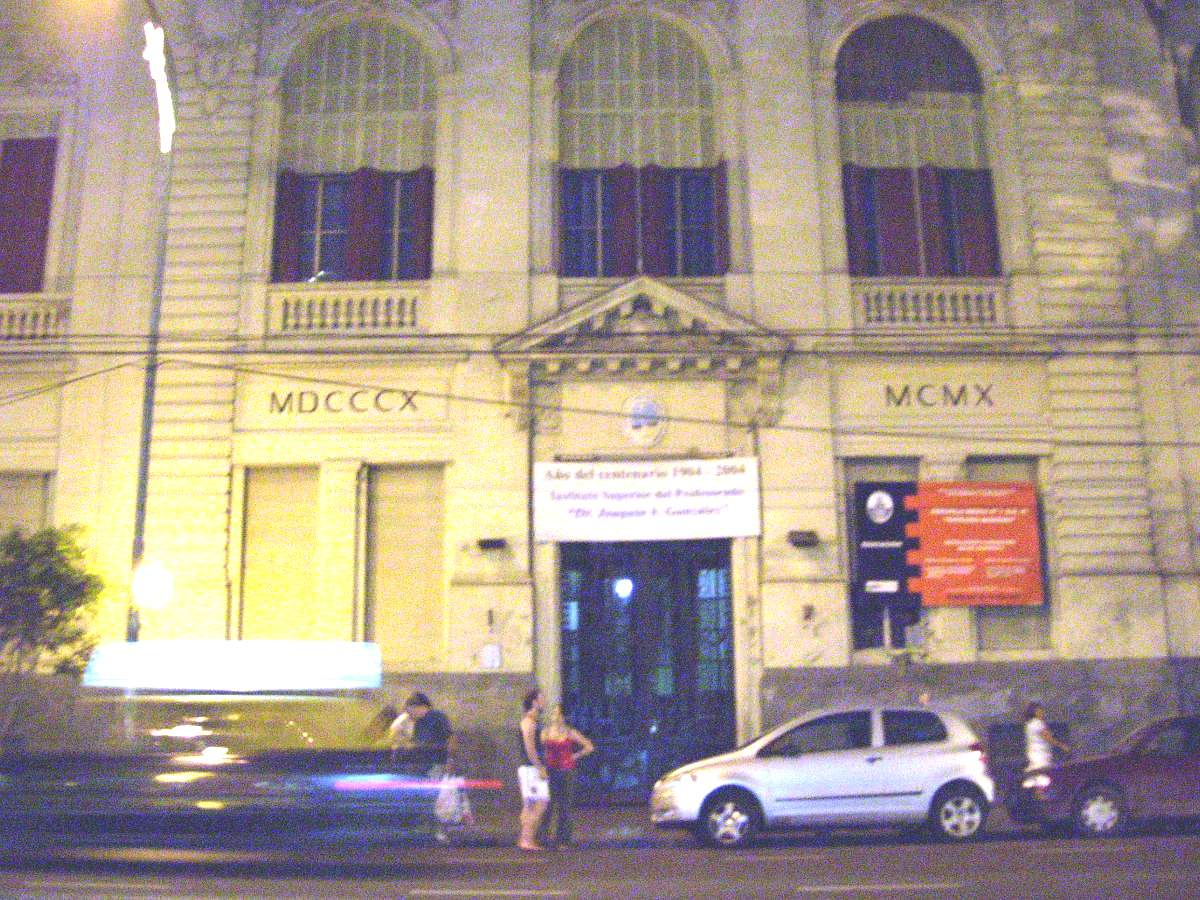
Colegio Mariano Moreno.

- Colegio Mariano Moreno: расположен на проспекте Ривадавия 3500, имеет более 100 лет истории.
- Instituto Inmaculada Concepción (Институт Непорочного Зачатия): Религиозный колледж, основанный в 1896 году «Слугой Божей» Madre Eufrasia Iaconis, с более чем 100-летней историей, в нём проходят обучение молодые католики и аргентинцы. Расположен на улице Марио Браво 563.
- Национальный технологический университет: расположен на Авенида Медрано 951 и фасадом на улице Авенида Кордоба.
- Instituto Sagrado Corazón(Священный институт сердца): Религиозный колледж с более чем 150 летней историей. Он находится на улице Иполито Иригойена 4350.
- Parroquia Santa María (Приход Святой Марии): Католическая церковь с более чем 75 летней историей. Она находится на улице Авенида Ла-Плата 286.
- Biblioteca Argentina para Ciegos(Аргентина библиотека для слепых): расположена на улице Lezica 3909, библиотека позволяет слепым людям читать благодаря использованию системы Луи Брайля и отвечает высокой квалификации, которая даёт им возможность читать средства массовой информации, содержащиеся в библиотеке.
- Casa Salesiana Pío IX(Дом Пия IX): существует уже 130 лет, здесь находится учебное заведение в котором учились такие известные люди, как Карлос Гардель, Артуро Ильиа и Зеферин Намункура.
- El mercado de las flores (Цветочный рынок): где продаётся 400 000 цветов в год.
- Всемирная церковь «Царство Божие», расположена на месте Mercado de las Flores (бывшего цветочного рынка): Авенида Корриентес 4000, территория, примерно 5000 кв.м., была куплена за 8 миллионов долларов Вселенской Церковью Царства Божия в 2003 году. Здание было построено в 1952 году.
- Fundación Huésped: расположено на углу улиц de Gascón и Lezica, Фонд занимается профилактикой и информационной политикой по борьбе с венерическими заболеваниями.
- FM La Tribu, общинное радио появилось в 1989 году по инициативе группы студентов факультета Comunicación de la UBA, который отпраздновал своё 20-летие существования в 2009 году, чей бар расположен на улице Ламбаре 800, где проходят массовые вечеринки.

## Транспорт
- Альмагро имеет доступ к двум линиям метро (Subte): Линия (А) идущая вдоль проспекта Авенида Ривадавия и линия (B) идущая вдоль проспекта Авенида Корриентес.
- Район пересекает железная дорога Сармьенто.
- В район идут маршруты коллективо 19, 128, 160, 168.